# Internationale Arbeidsconferentie
De eerste Internationale Arbeidsconferentie werd in 1919 in de Amerikaanse hoofdstad Washington gehouden. De vergadering bracht vakbonden en regeringen uit de hele wereld bijeen en werd gehouden onder auspiciën van de Volkenbond.
De Nederlandse regering vaardigde Henriëtte Kuyper af als raadgeefster inzake het "Vrouwenvraagstuk" naar de eerste Internationale Arbeidsconferentie in Washington. Zij schreef hierover een boek.
Na de Tweede Wereldoorlog werd het organiseren van de conferentie de taak van de Internationale Arbeidsorganisatie (IAO), een orgaan van de Verenigde Naties. Elk jaar in juni ontmoeten de lidstaten van de Internationale Arbeidsorganisatie elkaar in Genève tijdens de Internationale Arbeidsconferentie. Men spreekt over schendingen van werknemersrechten en onderwerpen als 'Sociale Rechtvaardigheid voor een eerlijke globalisering'. Resoluties van de Internationale Arbeidsconferentie schragen het beleid van internationale instellingen zoals IMF, Wereldbank en de Wereldhandelsorganisatie.